# Иван Тасовац
Иван Тасовац (Београд, 21. јун 1966 — Београд, 29. септембар 2021) био је српски пијаниста и менаџер. Тасовац је био директор Београдске филхармоније. Обављао је дужност министра културе и информисања Републике Србије (2013—2016) и народног посланика (2020—2021).

## Биографија
Син је глумца Предрага Тасовца и Марије, професорке клавира у музичкој школи „Мокрањац“.
Дипломирао је клавир на Конзерваторијуму „П. И. Чајковски“ у Москви у класи професора Сергеја Дорењског.
Био је директор Београдске филхармоније од 23. марта 2001. године до 19. септембра 2013. Поново је именован на ту позицију 26. јануара 2017. године.
Био је члан жирија у серијалу „Ја имам таленат“ који се приказује у Србији од 2009. године.
Недељник Време га је изабрао за личност године 2011.
Тасовац је сматрао да у српској култури има више пара него идеја.
Преминуо је 29. септембра 2021. и сахрањен 4. октобра 2021. у Алеји заслужних грађана на Новом гробљу у Београду.
Поводом стогодишњице Београдске филхармоније, у децембру 2023. објављена је поштанска марка са ликом Ивана Тасовца.